# La Ciotat
La Ciotat [ˌlasjoˈtaː] (provenzalisch La Ciutat oder La Ciéuta für „die Stadt“) ist eine Hafen- und Industriestadt mit 37.599 Einwohnern (Stand 1. Januar 2022) in Südfrankreich an der Côte d’Azur im Département Bouches-du-Rhône, etwa 30 Kilometer östlich von Marseille. Die Stadt wird überragt vom Bec de l’Aigle, einem rötlichen Felsen (155 m). Im Meer vor der Stadt liegt die Insel Île Verte. La Ciotat ist die südlichste Gemeinde des Départements Bouches-du-Rhône.

## Geschichte

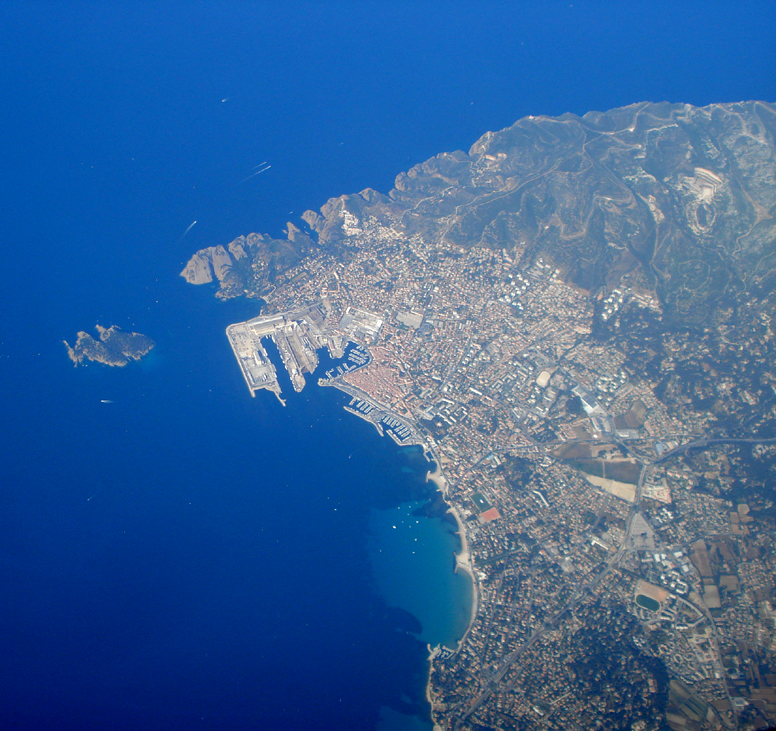
Luftaufnahme von La Ciotat

Zur Zeit der Römer hieß der Ort Citharista.
Selbständig wurde der Ort erst im Jahr 1429. Damals wurde auf Drängen der Bewohner nach Eigenständigkeit das Gebiet von Ceyreste, zu dem der Ort bis dahin gehört hatte, geteilt und ein eigenständiges Gemeinwesen La Ciotat errichtet. Von da an entwickelte sich die Gemeinde rasch: es wurden Befestigungen gebaut und eine Kirche errichtet. Der Handel entwickelte sich infolge der Anlage eines Hafens gut.

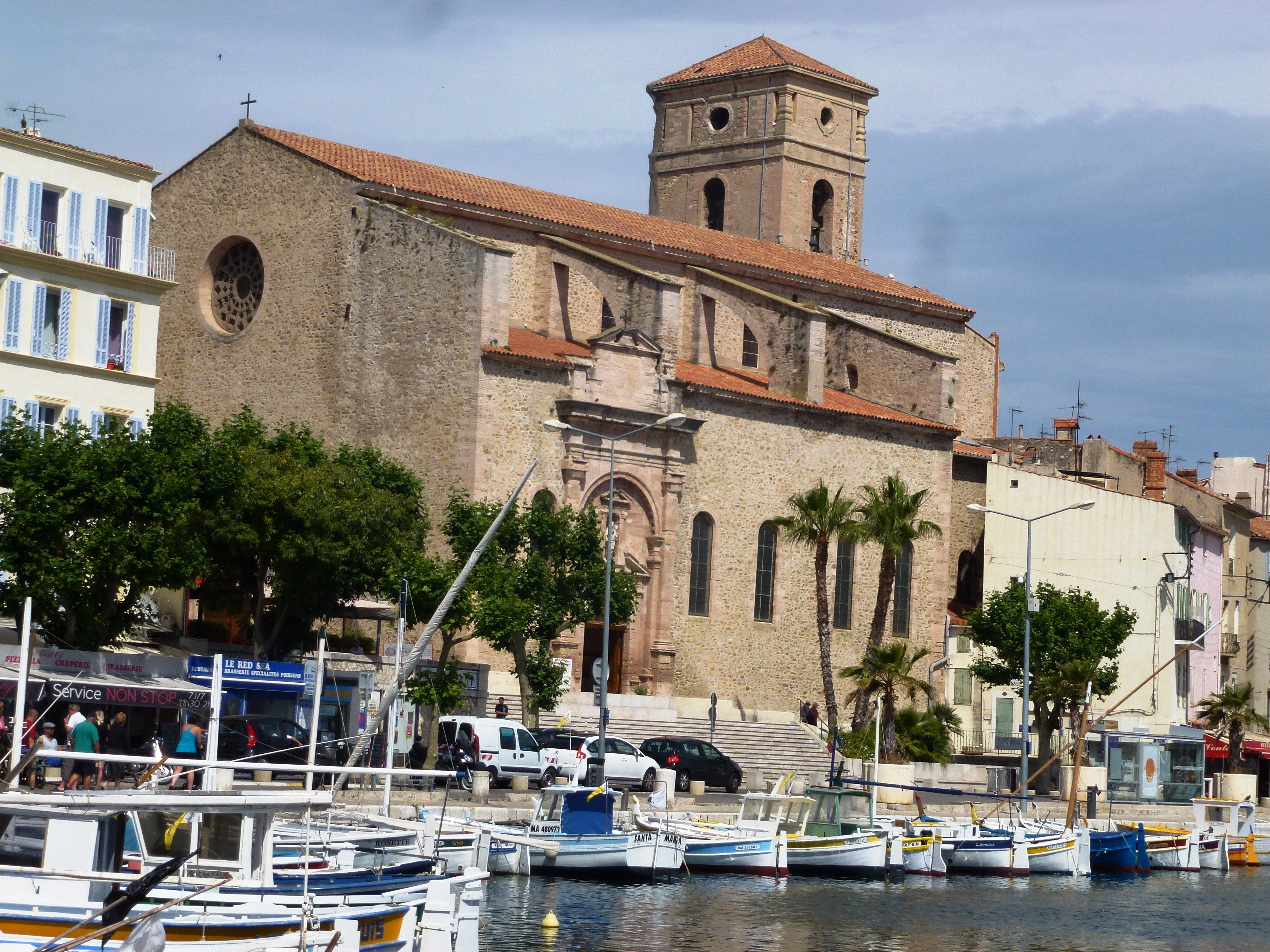
Kirche Notre-Dame am Hafen

### Zwangsarbeiter in La Ciotat
Im September 1940 schuf das Vichy-Regime in Fortführung ähnlicher Praktiken aus der Vorkriegszeit die gesetzlichen Voraussetzungen dafür, Ausländer männlichen Geschlechts zwischen 18 und 55 Jahren in sogenannten Ausländereinheiten (Groupes de Travailleurs Étrangers (GTE)) zusammenzufassen und sie zu Arbeiten im öffentlichen oder privaten Interesse zwangszuverpflichten. Diese GTEs bestanden in der Regel aus 250 Mann starken Einheiten, die in Lagern untergebracht waren und meist von einem französischen Reserveoffizier kommandiert wurden.:S. 88 f.
Eine solche GTE-Einheit, die GTE 167, war von Juli 1941 bis März 1943 in La Ciotat stationiert. Ihre Angehörigen mussten auf einer Werft arbeiten. Der Kommandant des Lagers gehörte nach Eggers zu jenen, „die ihre Verantwortung ernst nehmen und versuchen, das Schicksal ihrer Männer zu verbessern“.:S. 163 f., S. 196 Das zeigte sich unter anderem daran, dass er 1942 Hilfen bei der schlechten Lebensmittelversorgung zuließ:S. 436  und die jüdischen Angehörigen seiner Einheit vor der am 3. August 1942 angesetzten Deportation nach Les Milles und von dort in die deutschen Vernichtungslager warnte. Dadurch konnten im Lager La Ciotat von den 60 für den Transport vorgesehenen jüdischen Internierten die Hälfte fliehen, von denen nur einige wenige wieder gefasst und doch noch deportiert wurden.
Über die Zeit bis zur Schließung des Lagers und das Schicksal der verbliebenen Internierten liegen keine Informationen vor.

## Bevölkerungsentwicklung
| Jahr                       | 1962   | 1968   | 1975   | 1982   | 1990   | 1999   | 2006   | 2019   |
| Einwohner                  | 18.827 | 23.916 | 32.721 | 31.727 | 30.620 | 31.630 | 32.126 | 35.281 |
| Quellen: Cassini und INSEE |        |        |        |        |        |        |        |        |

## Verkehr

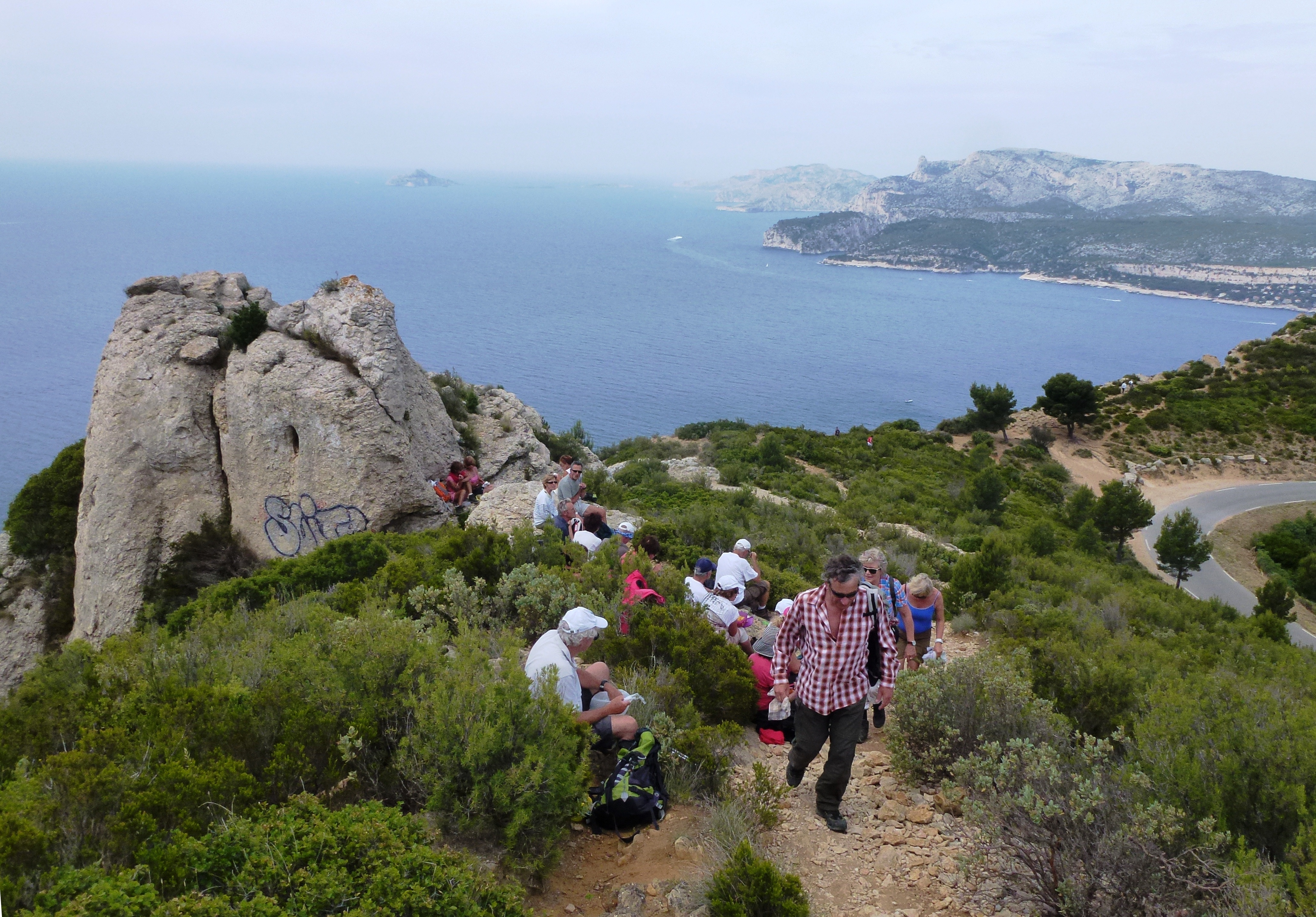
Blick von der Corniche des Crêtes von La Ciotat nach Cassis

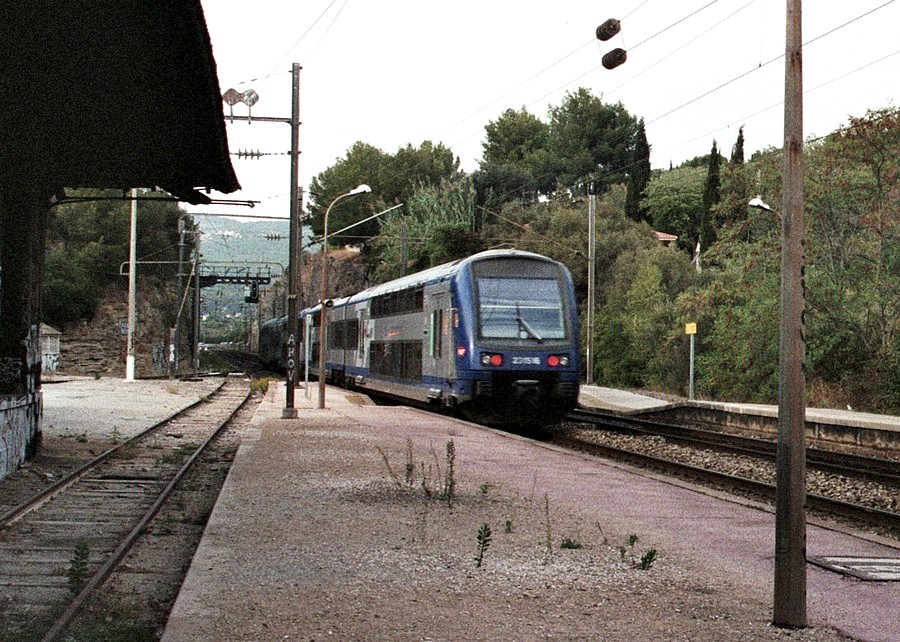
Regionalzug bei der Ausfahrt aus dem Bahnhof

Von La Ciotat nach Cassis führt die Corniche des Crêtes, eine 15 Kilometer lange, kurvenreiche Panoramastraße (D 141) mit großartigen Aussichten auf das Meer und die Calanques von hohen Klippen herab. Der bekannteste Felsen ist der Cap Canaille. Die Route beeindruckt durch markante Felsformationen und auch zahlreiche Wanderwege führen durch dieses Gebiet, das zum Nationalpark Calanques gehört.
1859 erhielt La Ciotat einen Bahnhof an der in jenem Jahr eröffneten Strecke von Aubagne nach Toulon, einem Abschnitt der von der Compagnie des chemins de fer de Paris à Lyon et à la Méditerranée (PLM) gebauten Bahnstrecke Marseille–Ventimiglia. Die heute als Gare de La Ciotat - Ceyreste bezeichnete Station wird aktuell von Regionalzügen des TER Provence-Alpes-Côte d’Azur bedient. Da der Bahnhof abseits der Stadt lag, wurde 1887 mit der Ligne de La Ciotat eine von der PLM unabhängige Zweigbahn zum Zentrum am Hafen eröffnet, die im Personenverkehr bis 1955 und im Güterverkehr bis 1987 betrieben wurde.
Auf dem PLM-Bahnhof von La Ciotat wurde 1895 von Auguste und Louis Lumière der Stummfilm Die Ankunft eines Zuges auf dem Bahnhof in La Ciotat gedreht. Er zeigt, wie ein Zug in den Bahnhof einfährt und Reisende aus- und einsteigen. Dies war einer der ersten Filme, die je entstanden und der öffentlich ab 1896 gezeigt wurde.

## Wirtschaft
Wirtschaftlich dominieren Tourismus, Hafen und die Werft die Küstenstadt.

## Städtepartnerschaften
Durch Städtepartnerschaften ist La Ciotat verbunden mit
- Bridgwater in der englischen Grafschaft Somerset, seit 1957
- Kranj in Slowenien, seit 1958
- Singen (Hohentwiel) im Süden Baden-Württembergs, seit 1968
- Torre Annunziata in Kampanien (Italien), seit 2005

## Persönlichkeiten

### Söhne und Töchter der Stadt
- Joseph-Antoine Fabre (1844–1923), römisch-katholischer Geistlicher, (Erz-)Bischof von Marseille (1909–1923)
- Albert Londe (1858–1917), Fotograf, Pionier der Röntgen-Fotografie
- Louis-Joseph Maurin (1859–1936), römisch-katholischer Geistlicher, Kardinal, Erzbischof von Lyon (1916–1936)
- René Donoyan (1940–2021), Fußballtorwart
- André Nel (* 1959), Entomologe und Paläontologe
- Olivier Dahan (* 1967), Filmregisseur
- Yoan Cardinale (* 1994), Torwart
- Quentin Cornette (* 1994), Fußballspieler

### Mit der Stadt verbunden
- Die Brüder Lumière drehten Ende des 19. Jahrhunderts in La Ciotat einige ihrer ersten Filme.
- Der Architekt Pierre Bossan (1814–1888) verbrachte seine letzten Lebensjahre in La Ciotat und sammelte einen Kreis von Architekten und Künstlern um sich.
- Fernand Bouisson (1874–1959), ehemaliger Premierminister und Präsident der Abgeordnetenkammer, war von 1935 bis 1942 Bürgermeister der Stadt.

## Kultur und Trivia

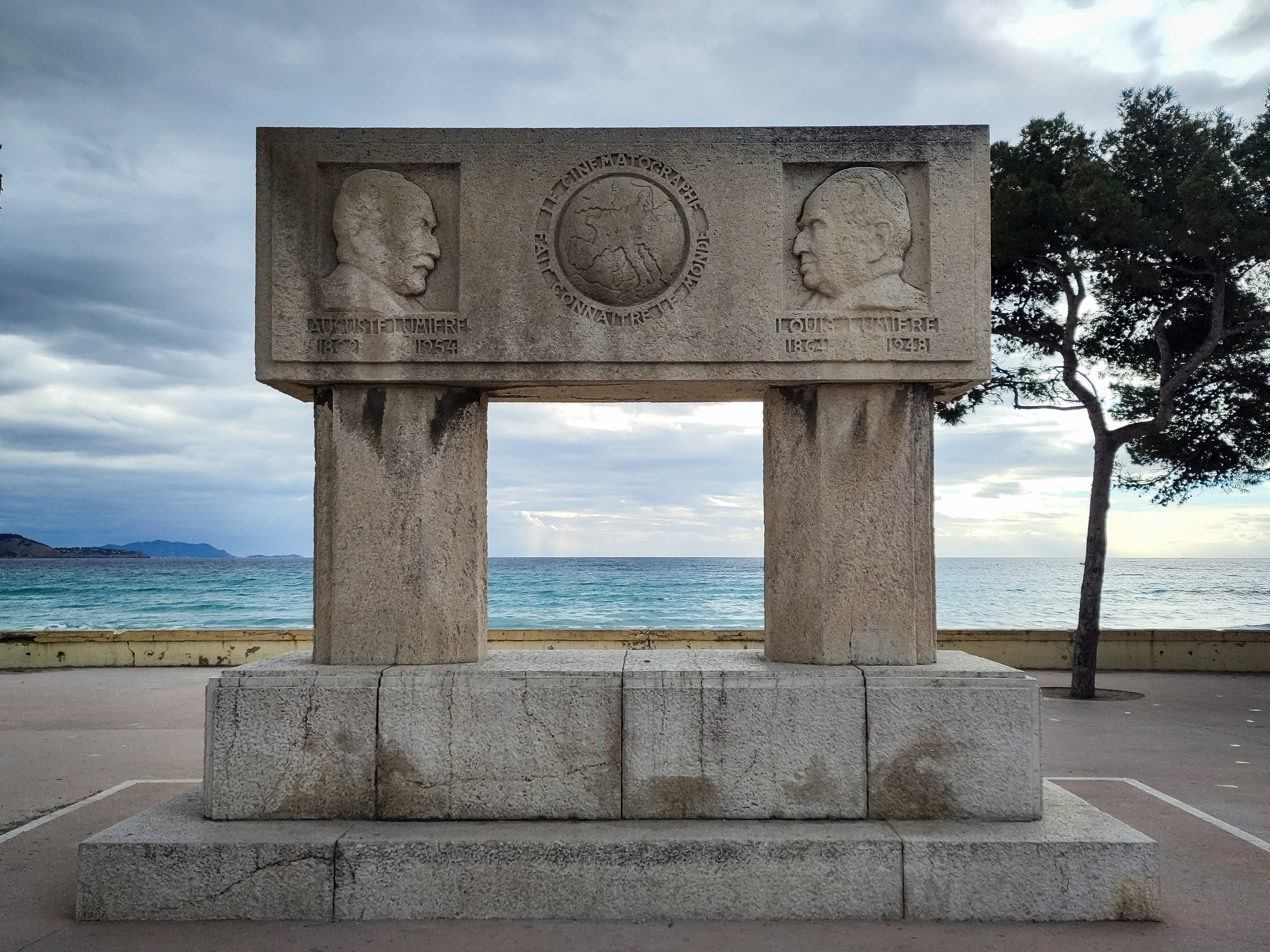
Denkmal für die Brüder Lumière

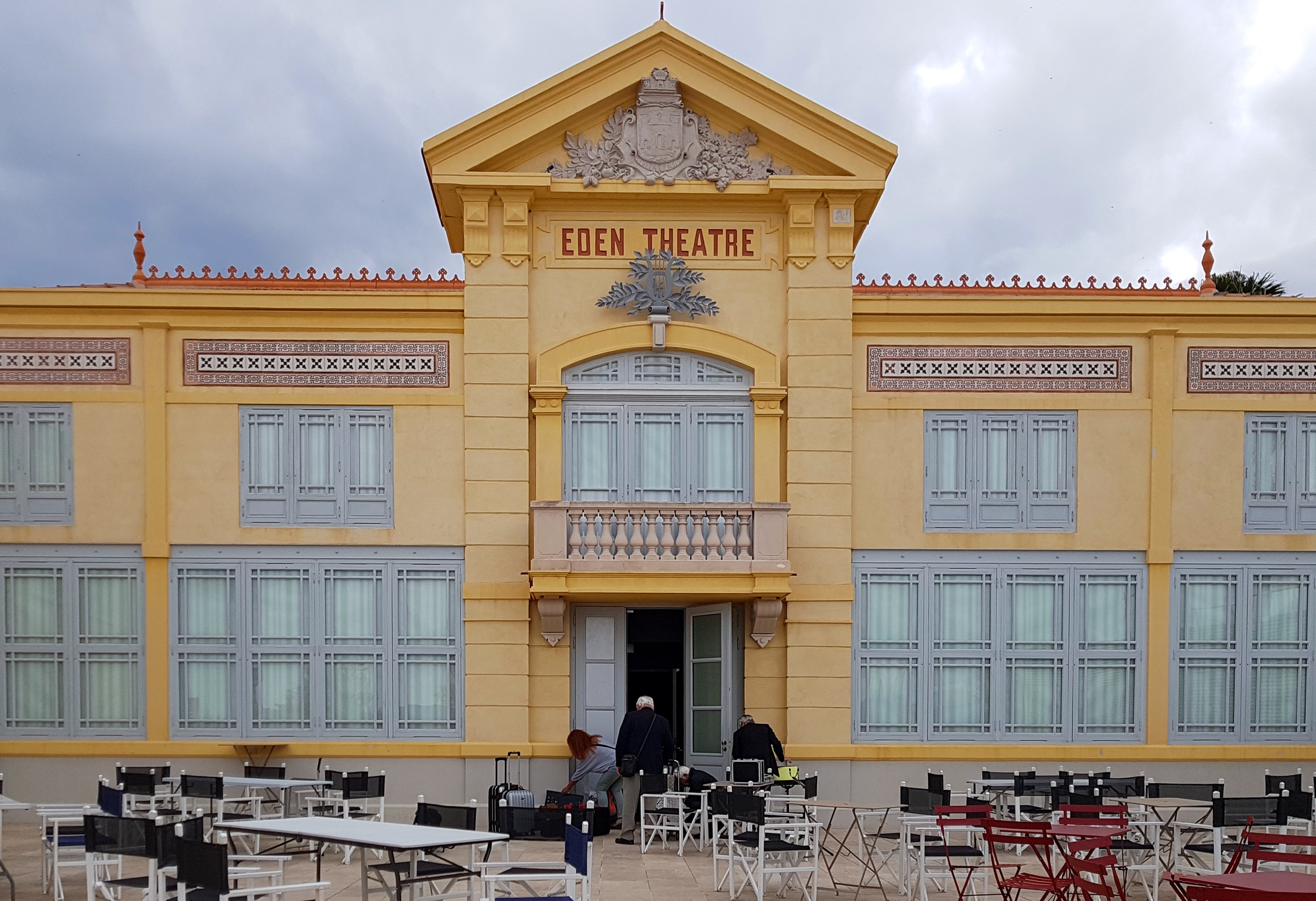
Eden Théâtre

Die Brüder Lumière drehten in La Ciotat, wo die Familie einen Wohnsitz hatte, 1895 einige ihrer ersten Filme:
- Die Ankunft eines Zuges auf dem Bahnhof in La Ciotat (L’Arrivée d’un train en gare de La Ciotat)
- Babys Frühstück (Repas de bébé) und
- Der begossene Gärtner (L’Arroseur arrosé).

Sie machten in der Bucht von La Ciotat auch erste Farbphotographien.
In der Stadt befindet sich außerdem das älteste noch erhaltene Kino der Welt, das am 15. Juni 1889 eröffnete Eden Théâtre. Dort fand (am 21. März) 1899 die erste bezahlte, öffentliche Kinovorstellung statt.
1907 erlaubte Ernest Pitiot seinem Freund Jules Le Noir, der am Rheumatismus litt, bei einer Partie Jeu Provençal in La Ciotat auf eine kürzere Distanz zu spielen. Dies war die Geburtsstunde des Boule-Spiels Pétanque, das seinen Namen den provenzalischen Worten „ped tanca“ (geschlossene Füße) verdankt.
In La Ciotat wurde 1892 das Dampfschiff Ville de La Ciotat (6461 BRT) in der Werft Chantiers Navals gebaut.
Unter dem Titel Der Soldat von La Ciotat ließ Bertolt Brecht eine seiner Kalendergeschichten in La Ciotat spielen.